# قطعنامه ۱۴۹۷ شورای امنیت
قطعنامه ۱۴۹۷ شورای امنیت سازمان ملل متحد که در تاریخ ۰۱ اوت ۲۰۰۳ تصویب شد، سندی بین‌المللی دربارهٔ بررسی وضعیت در لیبریا است. این قطعنامه طی نشست ۴۸۰۳ام با ۱۲ رای موافق، ۰ مخالف و ۳ ممتنع تصویب شد.